# ツメクサガ
ツメクサガ Heliothis maritima は、チョウ目（鱗翅目）・ヤガ科・タバコガ亜科に分類されるガの一種。

## 分布
ヨーロッパ、ウクライナ、中央アジア、ロシア、インド北部、パキスタン、モンゴル、中国、韓国、日本（北海道・本州・四国・九州）に分布する。

## 形態
前翅長14.7-17.9mm。黄褐色の地色の翅のうち、後翅基部に大きな黒褐色の斑紋がある。終齢幼虫の体長は31-42mmで、体色は緑色と淡黄褐色の2型が存在する。近縁のタバコガやオオタバコガとは異なり、本種の終齢幼虫はマンディブル（大腮）内側に目立つ内歯があり、背盾に細長い刺をもつ。また、キタバコガとは頭部に黒褐色の小さな斑紋をもつ点で区別できる。

## 生態
ムラサキツメクサやシロツメクサなどのマメ科牧草を寄主植物とする。
年2化で、蛹で越冬する。